# 小泉光咲
小泉 光咲（こいずみ こうさく、2003年3月11日 - ）は、日本のアイドル、俳優。ボーカルダンスグループ「原因は自分にある。」のメンバー。宮城県出身。スターダストプロモーション制作3部所属。

## 略歴
仙台で家族で買い物をしていた時にスカウトされスターダストプロモーションに入所。EBiDAN SENDAIにて活動を開始する。
その後、EBiDAN研究生の選抜ユニット・BATTLE BOYS の1st全国選抜（2018年2月11日 - 2018年6月24日）、2nd全国選抜（2018年8月4日 - 2018年12月16日）、3rd全国選抜（2019年2月3日 - 2019年7月7日）のメンバーとして活動。
2018年11月15日に、BATTLE STREETの追加メンバーに選出。2019年8月7日にはユニット名が「原因は自分にある。」に改名され、正式ユニットの一員として10月9日にシングル『原因は自分にある。』でCDデビュー。
2021年6月16日に、肺気胸の治療のため7月9日の「BREAK OUT祭 融合 -FUSION-」および翌10日の「NEOげんじぶ空間：α」への出演を見送ることが発表されたが、9月11日の「FAKE MOTION LIVE 2021 AW」にてステージ復帰を果たした。

## 人物
- 趣味：ラーメン作り、古着集め、音楽を聴くこと[9]。
- 特技：サッカー、リフティング。現在はお手玉リフティングに挑戦中[9]
- 好きな食べ物：ラーメン[2]
- チャームポイント：くるんとカールしているまつ毛[2]

## 出演

### テレビドラマ
- 大豆田とわ子と三人の元夫 第1話、第7話（2021年4月13日・5月25日、カンテレ・フジテレビ系） - 丸田タカト役
- 今夜すきやきだよ 第6話・第7話（2023年2月11日・2月18日、テレビ東京系） - 藤枝 役[10]
- 犬神家の一族 後編（2023年4月29日、NHK BSプレミアム- 若い佐兵衛 役
- イケメン・セブン・デイズ 第4話（2023年6月22日、テレビ神奈川系） - 木曜日の瀬奈くん 役[11]
- 沼オトコと沼落ちオンナのmidnight call 〜寝不足の原因は自分にある。〜第4話（2023年9月20日 、テレビ東京系） - 八雲優太 役
- 秘密を持った少年たち（2023年10月7日 - 12月23日、日本テレビ） - 椎名孝之 役[12]
- ビリオン×スクール（2024年7月5日 - 9月13日、フジテレビ） - 田丸元 役[13]
- 熱愛プリンス（2025年3月7日 - 4月25日、毎日放送） - 理人 役[14]

### 配信ドラマ
- SSS～Special Short Story～「フィフティー・フィフティー」（2020年6月27日、YouTube）- シンゴ　役
- チェインストーリー 大豆田とわ子を知らない三人の男たち（2021年4月13日 - 6月15日、GYAO!） - 丸田タカト 役
- テレビ東京若手映像グランプリ2023「焼肉キャバ嬢AKEMI」（2023年2月3日、ネットもテレ東・YouTube・TVer） - 田中 役
- 『ビリオン×スクール』FODオリジナルストーリー（2024年9月13日、FOD） - 田丸元 役[15]

### 映画
- 決戦は日曜日（2022年1月7日、クロックワークス）- 野田 役
- 神さま待って!お花が咲くから（2024年2月2日、フューレック）- 森上優希也 役[16]
- アオショー!（2025年9月5日公開予定、ギグリーボックス） - 伊刈雷音丸 役[17][18]

### 舞台
- FAKE MOTION 2022 SMR LIVE SHOW（2022年10月12日 - 13日、かつしかシンフォニーヒルズ） - 伊達道久 役[19][注 1]
- 朗読劇『あの空を。』（2023年7月27日、I'M A SHOW） - テル 役[21]

### CM
- NOREL「6秒マイカー・トライアル」

### ミュージックビデオ
- ヤングスキニー「本当はね、」(2022年)